# Бес (Дордоњ)
Бес (фр. Besse) насеље је и општина у југозападној Француској у региону Аквитанија, у департману Дордоња која припада префектури Сарла ла Канеда.
По подацима из 2011. године у општини је живело 155 становника, а густина насељености је износила 9,57 становника/km². Општина се простире на површини од 16,2 km². Налази се на средњој надморској висини од 270 метара (максималној 345 m, а минималној 170 m).

## Демографија
| 1962. | 1968. | 1975. | 1982. | 1990. | 1999. | 2011. |
| ----- | ----- | ----- | ----- | ----- | ----- | ----- |
| 171   | 191   | 207   | 183   | 171   | 163   | 155   |

График промене броја становника у току последњих година